# HAND MAID メイ
『HAND MAID メイ』（ハンドメイドメイ）は、2000年7月26日から同年9月27日までWOWOWノンスクランブル枠（18:30 - 19:00）で放送されたテレビアニメ。テレビ放送10話＋1話（DVD&ビデオ）の全11話。
後に地上波でも、2001年2月20日から同年3月6日までサンテレビの朝枠（月曜日 - 金曜日、7:00 - 7:30）で放送された。また、2009年1月5日の深夜より、CS・CATV放送局のチャンネルNECOでも放送された。

## 概要
本作品は、メイドロボットネタに若干のPCネタを加味した、ラブコメディ系のオリジナルハーレムアニメである。
いわゆる萌え狙いのシーンや、パンチラを中心としたお色気シーンが乱発気味なのが特徴ではあるが、各キャラクターの性格や心情などは丁寧に描かれている。DVD最終巻にはファンサービスとして、本編の後日談を描いた第11話が追加された。また、橘セブンによる漫画版と春眠暁による小説版が、それぞれソニー・マガジンズから出版された。
登場人物達の姓には著名な作品に登場するロボット開発に関わる科学者達から取ったものが使われていたり、人気アニメなどのパロディが小ネタとして使われている。

## サイバドール
本作における、女性型メイドロボットの呼称。未来の時代で、サイバーダイン社によって開発された。知能そのものは高いが、人間同様の性格が個体別に設定されているため、一目でそうとはわからない個体も存在する。外観は人間と同様だが、サイズは等身大のものと1/6のものが存在しており、本作のメインヒロインであるメイは当初、1/6サイズで登場する。
稼動エネルギーはバッテリー充電のほか、人間と同様に食物や水を経口摂取して消化吸収することでも得られる。メイの場合は、付属の純正充電器を壊してしまった和也が、破損パーツを元にUSBケーブル経由での充電を行えるようにしている。物語が終盤になると、等身大タイプには人間の女性と同様のセックス機能だけでなく、その延長上にある妊娠や出産すら可能な生殖機能も搭載されていることが明かされる。

## あらすじ
ある日、ドラえもんのような「知能を持ったロボット」を生み出すべく下宿先で研究に励んでいた大学生・早乙女和也の元に、とある事情から美少女型メイドロボットのサイバドール・メイが送られてくる。メイはサイズこそ人間の1/6であるものの、高い知能と人間と同様の外観を持っており、住み込みメイドとして和也に尽くすことを絶対任務としていた。
一方、下宿先の大家の娘・谷かすみも和也に恋心を抱いており、メイが和也と同居することで次第に関係が深まっていくことに複雑な思いを抱くようになる。物語が進みメイが等身大サイズとなると、メイ、和也、かすみの関係は本格的な三角関係になる。また、人間とロボットの関係がどうあるべきかということが本作のテーマとされているが、和也は人間とロボットを平等に扱うことを信条としているため、この三角関係も複雑なものとなっていく。

## 登場人物

### 主要人物
早乙女 和也
声 - 山口隆行
主人公。お茶の水工業大学・電子工学部電子応用学に在籍。10月18日生まれ。
かすみの両親が経営するアパート「かすみ荘」に下宿中の大学生。牛乳が好物。年齢相応にスケベであるが、奥手で鈍感でもある。また、ロリコン・シスコン・マザコンの気がある。しかし、根は誰にでも優しく誠実で、礼儀正しい。最終回直前でサイバドール開発者だったことが明かされる。
谷 かすみ
声 - 高橋美佳子
メインヒロインの1人。お茶の水工業大学の学生。
大家（千草）の娘で、アパートの家賃などを取り仕切っている。小麦色の肌に健康的なプロポーションが眩しいボク少女。和也に想いを寄せているが、気づいてもらえない。常にパンツが見えるミニスカ姿は、和也へのセックスアピールにもなっている。

### サイバドール
G-99(D)-JPS サイバドール・メイ
声 - 山本麻里安
メインヒロインの1人。当初は1/6サイズだが、物語の途中で等身大サイズとなる。メイド服に身を包み、住み込みメイドとして和也に尽くす一方、1人の少女として彼そのものにも惹かれていく。手のひらから家電品関係をリモコン同様にすることができ、パソコンの端末と繋げて検索が可能だが、当初の1/6サイズはスペック的に限界があり、通常でもエネルギーの消耗が激しくすぐ消耗してしまうなど常に充電コンセントを繋げていた。その後、サラに回収されてサイバーダイン社により記憶メモリは等身大サイズへ移し変えられた。等身大サイズになってからはエネルギー消耗の問題は回避されたが、1/6サイズの癖がしばらく残った。決め台詞は「メイっぱい頑張ります！」。
サイバドールのうち、プログラム成長の変化でレトロウイルスに感染しなかった唯一の個体でもある。CBDメモリーの自由空白の空き領域メモリーにウイルスを取り込むことを提案し、そのことでサイバドール達は助かるが、逆にメイの思い出の記憶メモリーが失われて初期化されてしまう。しかし、サイバドール達や和也達による強い友情の思い出から再び記憶が甦る。
チビメイ
声 - 山本麻里安
第11話に登場。1/6サイズ。容貌はメイと同様だが、オリジナルのメイが白のカチューシャ、赤いワンピース、黒いシューズという配色に対し、カチューシャ、ワンピース、シューズの配色がそれぞれ白、黒、青、黄、桃色の単一色となっており、性格もそれぞれがメイのバリエーションタイプとでも言うべきものとなっている。
Af-77LC-CHN サイバドール・サラ
声 - 氷上恭子
広島弁風の口調が特徴のサイバドール。サイバーダイン社からの命令で、和也宛にメイを宅配として送るが、彼の商品代金振り込み未納から契約解除ということで、物語前半ではメイを回収するため、後半からはメイを監視するため、南原と行動を共にする。通信機能を搭載しており、手の指を受話器を模した形（親指と小指を伸ばし、残りの3指を曲げる）にすることで送受話が可能。ラーメンが好物で、出前の注文には前述の機能を用いている。
Cf-3357L-JPA サイバドール・レナ
声 - 釘宮理恵
メイ回収のためにサイバーダイン社が送り込んだ、ナース服を着た幼女型サイバドール。だが、イカリヤを気に入ってしまい、かすみの元に転がり込む。手先から信号機を操り、交通パニックを引き起こさせた。泣き出すと超高周波の音を出す。かなりのワガママ。
Af-444LC-JPN サイバドール・ケイ
声 - 南央美
IQ50,000相当の頭脳を持つ眼鏡に長髪のサイバドール。メイ回収のためにやってきたが、プログラム上あり得ない行動をするメイとマスターの和也に興味を抱き、かすみ荘に転がり込む。人間の行動パターンを読むこと以外にも、手のひらからサイバドール同士のリンクでプログラムやデーターの読み込みから解析までが可能である。データー検索中やフリーズを起こした際には、呆けた顔で硬直する癖を持つ。常備している小説「初恋」の中身は高性能パソコン。
Af-863LD-USNY サイバドール・マミ
声 - 井上喜久子
振袖に割烹着姿のサイバドール。家事はエキスパートだが、間違った諺を多用する。付属のローラーシューズを履くと、時速数100kmで走ることが可能になる。口癖は「あらあら〜♪」。

### お茶の水工業大学の学生
南原 耕太郎
声 - 上田祐司
お茶の水工業大学の学生。自称「和也の学友でライバル」、都合の良い時だけ「心の友」を名乗る。幼少の頃から人気者の和也に逆恨みを抱き、腰を怪しくくねらせるアクションで登場しては毎回嫌がらせを仕掛けてくる。自ら作り出したウイルスが、のちにサイバー・レトロウイルス感染事件へと発展してしまう。
大門 大
声 - 小西克幸
お茶の水工業大学の学生。和也の学友。
田所 田
声 - くわはら利晃
お茶の水工業大学の学生。和也の学友。
光明寺 ひかり
声 - 菊地祥子
お茶の水工業大学の学生。かすみの学友。

### 主要人物家族・子孫関係者
谷 千草
声 - 荒木香恵
かすみの母親。アパート「かすみ荘」の大家さん。
早乙女 あおい
声 - 百々麻子
和也の姉。
早乙女 みどり
声 - 水樹洵
和也の妹。ヒロインなみの美少女。
サイバーX / 早乙女卓也
声 - 三木眞一郎
和也たちを影から見守る謎の人物。メイが回収された直後に和也の下に姿を見せ、飲ませて貰った牛乳のお礼にと等身大サイズのメイをプレゼントした。のちにサイバー・レトロウイルス感染事件でのパソコン・キーボードの早撃ち高速の技で救われる。正体は和也の子孫で、サイバーダイン社のサイバドール開発を担当している。和也と同じく牛乳が好物。肥満体を無理矢理メカニカルなスーツに押し込んでいる。
コマンドZ / 南原騰太郎
声 - 神奈延年
サイバーダイン社社長。南原の子孫。サイバドールのレトロウイルス感染について耕太郎や和也に助けを求めるため、未来からやってきた。南原と同様に相当の変人である。

### 主要人物の友人関係者
イカリヤ
声 - 安田美和
和也の作ったイカ型ロボット。興奮すると墨を吐く。サイバドール・レナと仲が良い。決めセリフは「おいっす!」
神 真人
声 - 水樹洵
美雪の兄。少年野球チームのメンバー。
神 美雪
声 - 小暮英麻
真人の妹。

### その他の登場人物
如月
声 - くわはら利晃
アパート（かすみ荘）の201号室の住人。コスプレロリコンオタク。
山崎金太郎
声 - 神奈延年
劇中の大河ドラマ『愛のつむじ風』の主人公。役者の名は宗方吟。
六條院美香
声 - 小暮英麻
劇中の大河ドラマ『愛のつむじ風』のヒロイン。役者の名は竜崎ナオミ。
ヴェルサイユ・ジュリアーノ
声 - 谷山紀章
劇中の大河ドラマ『愛のつむじ風』のメインキャスト。役者の名は山田突進太。

## スタッフ
- 原案 - 六月十三
- 企画原案 - ワンダーファーム
- 監督 - 木村真一郎
- シリーズ構成 - 松井一樹
- キャラクターデザイン - 平田雄三
- アニメーションディレクター - 柳沢テツヤ
- プロップデザイン - 秋山英一
- 美術監督 - 片野坂悟一
- 色彩設計 - 鈴木順子、関根栄子
- 撮影監督 - 長岡義孝
- 編集 - 辺見俊夫
- 音響監督 - たなかかずや
- 音楽 - 増田俊郎
- プロデュース - 松田章男
- 制作プロデューサー - 加藤長輝
- アニメーション制作 - TNK
- 製作 - PIONEER LDC、PIONEER ENTERTAINMENT(USA)L.P.

## 主題歌
オープニングテーマ「JUMP〜メイっぱい抱きしめて」
作詞・作曲 - 大八木弘雄 / 編曲 - 大八木弘雄、大久保薫 / 歌 - P-chicks
エンディングテーマ「ほんとの気持ち」
作詞 - まつざきゆうこ / 作曲・編曲 - 増田俊郎 / 歌 - 高橋美佳子

## 各話リスト
第11話はテレビでは未放送で、DVDとビデオの第5巻に収録されている。
| 話数 | サブタイトル          | 脚本       | 絵コンテ     | 演出         | 作画監督          | 放送日 （発売日）  |
| ---- | --------------------- | ---------- | ------------ | ------------ | ----------------- | ------------------ |
| 1    | はじめまして!         | 松井一樹   | 木村真一郎   | 木村真一郎   | 藤井まき          | 2000年 7月26日     |
| 2    | お役に立ってるのかな? | 滝晃一     | 日色如夏     | 日色如夏     | 糸島雅彦          | 8月2日             |
| 3    | どうしましょう…       | 山田健一   | 山口武志     | 山口武志     | 山沢実            | 8月9日             |
| 4    | 見ないでください!     | 中野睦     | 垂永士       | 木宮茂       | 藤澤俊幸          | 8月16日            |
| 5    | 今日まで…本当に…      | 滝晃一     | 山本恵       | 山本恵       | 斎藤英子          | 8月23日            |
| 6    | もっともっと!         | 松井一樹   | 木村真一郎   | 藤本ジ朗     | 橋本英樹          | 8月30日            |
| 7    | 時間がない、ですか?   | 山田健一   | 日色如夏     | 糸島雅彦     | 秋山英一          | 9月6日             |
| 8    | たくさん欲しいんです! | 滝晃一     | 大畑清隆     | 木村真一郎   | いちかわけいぞう  | 9月13日            |
| 9    | それでも…信じてます   | 中野睦     | うえだしげる | うえだしげる | 高見明男          | 9月20日            |
| 10   | メイっぱい            | 松井一樹   | 木村真一郎   | 木村真一郎   | 藤井まき          | 9月27日            |
| 11   | あきらめません        | 木村真一郎 | 木村真一郎   | 木村真一郎   | 藤井まき 平田雄三 | （2001年 2月23日） |

## 漫画
橘セブン作画でソニーマガジンズより刊行。
- 2001年3月、ISBN 4-7897-8338-3

## 小説
春眠暁作でソニーマガジンズより刊行。
1. 2000年8月、ISBN 4-7897-1590-6
2. 2000年9月、ISBN 4-7897-1601-5